# ضفادع جنوبية
الضفادع الجنوبية أو الكَدَّامِيَّات أو ضفادع المدارية الجديدة (الاسم العلمي: Leptodactylidae) (بالإنجليزية: Southern frogs)‏ أو (بالإنجليزية: Neotropical Frogs)‏ هي فصيلة من البرمائيات تتبع رتبة البتراوات من طائفة البرمائيات.
ويوجد في المجمل حوالي مائتان نوعٍ موزعة على نطاقٍ واسع في أنحاء المكسيك والكاريبي وأمريكا الوسطى وأمريكا الجنوبية. وغالبًا ما تُعتبر هذه الفصيلة شبه عرقية وليس لها نمط ظاهري مشترك تشكلي. وتشمل هذه الفصيلة أعضاءً برية وجحرية ومائية وشجرية، تسكن نطاقًا واسعًا من البيئات المختلفة. وتضع العديد من أجناس هذه الفصيلة بيضها في أعشاشٍ رغوية. ويمكن أن تكون هذه الأعشاش في شقوقٍ، أو على سطح الماء، أو على أرض الغابة. وهذه الأعشاش الرغوية هي بعض من أكثر الأنواع تنوعًا بين الضفادع. وعندما يفقس البيض في العش على أرض الغابة، يبقى الشرغوف (فرخ الضفدع) داخل العش دون طعام حتى حدوث عملية الاستحالة (أو التحول وهي عملية حيوية ينمو فيها الحيوان جسديًا بعد الولادة أو الفقس).

## أسر
- (الاسم العلمي: Crossodactylodinae)
- (الاسم العلمي: Leiuperinae)
- (الاسم العلمي: Leptodactylinae)

## أجناس
- كدامة (الاسم العلمي: كدامة) (بالإنجليزية: ditch frog)‏